# Simon Róbert Balázs
Simon Róbert Balázs (Győr, 1970. – ) magyar művelődésszervező, pénzügyi vállalkozási szakértő, okleveles emberi erőforrás tanácsadó, politikus; 2014. május 6. óta a Fidesz – Magyar Polgári Szövetség országgyűlési képviselője.
2017. október 11. óta a miniszterelnökség megyei jogú városok fejlesztésének végrehajtásáért felelős államtitkára.

## Életrajz

### Tanulmányai
A győri Kazinczy Ferenc Gimnáziumban érettségizett. 1999-ben az Apáczai Csere János Tanítóképző Főiskolán művelődésszervező végzettséget szerzett. 2001-ben a Budapesti Gazdasági Főiskola Pénzügyi és Számviteli Főiskolai Karán pénzügyi vállalkozási szakértő végzettséget szerzett. A Nyugat-magyarországi Egyetem Apáczai Csere János Karán okleveles emberi erőforrás tanácsadó képzettséget szerzett.
B típusú angol középfokú nyelvvizsgája van. Német nyelven társalgási szinten tud.

### Politikai pályafutása
2006 és 2014 között Győr alpolgármestere.
2014. május 6. óta a Fidesz – Magyar Polgári Szövetség országgyűlési képviselője a Győr-Moson-Sopron vármegyei (2022-ig: megyei) 1. számú országgyűlési egyéni választókerületben.
2014. május 6. óta a Kulturális bizottság tagja. 2014. május 27. óta a Kulturális bizottság A bizottság feladatkörébe tartozó törvények végrehajtását, társadalmi és gazdasági hatását, valamint a deregulációs folyamatokat figyelemmel kísérő albizottságának tagja. 2015. június 17. óta Kulturális bizottság Női Méltóságért Albizottságának tagja.2015. június 1-től a miniszterelnökséget vezető miniszter a Győr-Moson-Sopron megyei fejlesztések miniszteri biztosává nevezte ki.
2017. október 11. óta a miniszterelnökség megyei jogú városok fejlesztésének végrehajtásáért felelős államtitkára.